# 西成郡
- 令制国一覧 > 畿内 > 摂津国 > 西成郡
- 日本 > 近畿地方 > 大阪府 > 西成郡

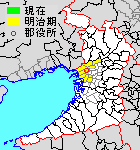
大阪府西成郡の位置

西成郡（にしなりぐん）は、摂津国・大阪府にあった郡。

## 郡域
1897年（明治12年）に行政区画として発足した当時の郡域は、概ね下記の区域にあたる。
- 大阪市
  - 福島区・此花区・港区・大正区・西淀川区・東淀川区・淀川区の全域
  - 浪速区の大部分（下寺・日本橋・日本橋東を除く）
  - 住吉区の一部（東粉浜）
  - 西成区の大部分（山王・天下茶屋東・聖天下・天神ノ森および天下茶屋・岸里東・南津守の各一部を除く）
  - 西区の一部（木津川以西）
  - 住之江区の一部（粉浜・粉浜西）
  - 北区の一部（大淀南、大淀中、中津、豊崎、本庄西、本庄東、天神橋七丁目、国分寺以北）
  - 中央区の一部（難波・難波千日前・千日前）

上町台地の上の西半分、および上町台地より西側・北側の淀川河口の三角州の島々にあたる。神崎川を北限とする。

## 歴史

### 古代
「日本書紀」に、大阪湾の中央に南北に突き出した上町台地の東部（河内湖沿い）を「難波大郡」（なにわのおおごおり）、西部（大阪湾沿い）を「難波小郡」（なにわのこごおり）と称したことが記載されている。大郡・小郡とは大化の改新の制度で、五十戸を「里」とし三里で「小郡」、四里～三十里で「中郡」、四十里以上で「大郡」となる。つまり外海に面しているわりには西側のほうが小さな集落だった。
713年（和銅6年）に郡・郷の名称が公式に定められ、東部の難波大郡を東生郡（後に東成郡）、西部の難波小郡を西生郡と称するようになった。西生の「生」は「生る」に由来し、「上町台地の西側に新たに生まれた集落」という意味であった。
上町台地西側は難波津があり、難波長柄豊崎宮などたびたび首都や副都が置かれ、大陸や西日本各地との交易拠点となった。難波京が廃れてからは一時ほど重要ではなくなった。
中世には渡辺津が繁栄を極める。室町時代、摂津国のうち神崎川以南の西生・東生・住吉の3郡は「欠郡」（かけのこおり）と総称され、分郡守護が置かれた。
その後石山本願寺・大坂城などが上町台地の突端に置かれるようになって周囲に町が発達した。特に豊臣秀吉は上町台地西側に新しい都市、大坂の町割を行い全国から商人を集めた。大坂の陣でこの地を接収した江戸幕府も引き続き大坂の整備と特権を認めて天下の台所と呼ばれるまでの商工業都市となった。
一方、淀川や大和川が流してくる土砂は上町台地のはるか西の沖合いまで、いくつもの支流と小島を作って海を埋め尽くすようになった。この土砂は通行路である河川を浅くしてしまい、洪水や氾濫の原因にもなる厄介なものだったが、次第にこれらの新しい島も新田開発が進められるようになった。
中世以降「西生」と「西成」の表記が混在するようになり、江戸時代中期以降はほとんど「西成」と表記されている。

#### 式内社
『延喜式』神名帳に記される郡内の式内社。
| 神名帳           | 神名帳              | 神名帳 | 神名帳   | 比定社   | 比定社                     | 比定社 | 集成 |
| 社名             | 読み                | 格     | 付記     | 社名     | 所在地                     | 備考   | 集成 |
| ---------------- | ------------------- | ------ | -------- | -------- | -------------------------- | ------ | ---- |
| 西成郡 1座（大） |                     |        |          |          |                            |        |      |
| 坐摩神社         | サカスリノ ヰカスリ | 大     | 月次新嘗 | 坐摩神社 | 大阪府大阪市中央区久太郎町 |        |      |
| 凡例を表示       |                     |        |          |          |                            |        |      |

### 近世以降の沿革
- 「旧高旧領取調帳」に記載されている明治初年時点での支配は以下の通り。●は村内に寺社領が存在。下記のほか町地として東成郡と跨る形で大坂三郷が存在し、概ね上町以外の地域が国絵図等で西成郡となっている。（2町125村）

| 知行         | 知行                   | 村数     | 村名 |
| ------------ | ---------------------- | -------- | --- |
| 幕府領       | 幕府領                 | 2町104村 | 西高津村、吉右衛門肝煎地、●難波村、津守新田、木津村、庄左衛門新田、勝間村、中在家村、今在家村、西側町、七瀬新地、●今宮村、安井九兵衛請所、桜井新田、九条村、西野新田、難波島村、炭屋新田、湊屋新田、三軒屋村、平尾新田、今木新田、中口新田、上田新田、三軒屋町、千島新田、恩加島新田、市岡新田、池山新田、材木置場、泉尾新田、小林新田、岩崎新田、千歳新田、岡田新田、春日出新田、島屋新田、四貫島村、恩貴島新田、六軒屋新田、南新田、木屋新田、北福崎新田、南福崎新田、池田新田、石田新田、田中新田、八幡屋新田、国分寺村、南浜村、北野村、光立寺村、下三番村、小島新田、小島古堤新田、成小路村、塚本村、浦江村、曽根崎村、大仁村、海老江村、野田村、上福島村、下福島村、川崎村、浜村、南方村、西村、山口村、十八条村、三番村、天王寺庄村、橋寺村、江口村、川口新家村、小島村、新家村、下新庄村、今里村、新在家村、三津屋村、加島村、御幣島村、野里村、稗島村、大和田村、佃村、伝法村、本酉島新田、秀野新田、申村、福村、大野村、百島新田、助太夫開、西島新田、矢倉新田、出来島新田、酉洲新田、中島新田、南酉島新田、常吉新田、北酉島新田、蒲島新田、布屋新田、前田屋新田 |
| 幕府領       | 田安徳川家             | 8村      | 南長柄村、本庄村、薬師堂村、南方新家村、蒲田村、淡路村、柴島村、川口村 |
| 幕府領       | 旗本領                 | 3村      | 北宮原村、南大道村、西大道村 |
| 幕府領       | 幕府領・田安徳川家     | 1村      | 北長柄村 |
| 幕府領       | 幕府領・旗本領         | 2村      | 木寺村、野中村 |
| 藩領         | 下総古河藩             | 4村      | 北大道村、上新庄村、堀村、宮原新家村 |
| 幕府領・藩領 | 幕府領・古河藩         | 1村      | 小松村 |
| その他       | 宮家閑院宮家領・旗本領 | 1村      | 南宮原村 |
| その他       | 宮家閑院宮家領         | 1村      | 堀上村 |

- 慶応4年
  - 2月 - 幕府領・旗本領が大坂裁判所司農局の管轄となる。
  - 5月2日（1868年6月21日） - 大坂裁判所司農局の管轄地域が大阪府司農局の管轄となる。
  - 6月8日（1868年7月27日） - 大阪府司農局の管轄地域が大阪府北司農局の管轄となる。
  - 6月 - 戊辰戦争後の処分により小田原藩が減封となり、本郡内の領地が消滅。
- 明治2年
  - 1月20日（1869年3月2日） - 大阪府北司農局の管轄地域が摂津県の管轄となる。
  - 5月10日（1869年6月19日） - 摂津県の管轄地域が豊崎県の管轄となる。
  - 8月2日（1869年9月7日） - 豊崎県の管轄地域が兵庫県の管轄となる。
  - 9月21日（1869年10月25日） - 兵庫県の管轄地域が大阪府の管轄となる。
  - 大坂三郷が再編されて大坂四大組となる。
  - 恩加島新田が分割して南恩加島新田・北恩加島新田となる。（2町126村）
- 明治4年
  - 7月14日（1871年8月29日） - 廃藩置県により藩領が古河県の管轄となる。
  - 11月14日（1871年12月25日） - 第1次府県統合により、古河県の管轄地域が印旛県の管轄となる。
  - 11月22日（1872年1月2日） - 第1次府県統合により、全域が大阪府の管轄となる。
  - 天保町が発足。（3町126村）
  - 渡辺村[15]・七瀬新地が西大組に編入される。（3町125村）
- 明治5年（1872年） - 庄左衛門新田・桜井新田の所属郡が住吉郡に変更。（3町123村）
- 明治7年（1874年） - 吉右衛門肝煎地が東成郡中道村の一部（字清水谷）を編入。
- 明治8年（1875年）4月30日 - 大区小区制の大阪府での施行により、大坂四大組の区域を除く西成郡が第6大区となる。
- 明治10年（1877年） - 伝法村が分割して北伝法村・南伝法村となる。（3町124村）
- 明治12年（1879年）（13町124村）
  - 2月10日 - 郡区町村編制法の大阪府での施行により、行政区画としての西成郡が発足。郡役所が上福島村に設置。第1 - 4大区（旧・大坂四大組）の区域に東区・南区・西区・北区が設置され、郡より離脱。同時に第3大区10町（藻刈町・野上町・霧島町・菜摘町・千里町・入江町・穂波町・洲先町・栄町・七瀬町）を本郡に編入。
  - 4月7日 - 郡役所が曽根崎村に移転。
- 明治15年（1882年）（14町123村）
  - 吉右衛門肝煎地が改称して清堀村となる。
  - 安井九兵衛請所が改称して安井村となる。
  - 難波島村が改称して難波島町となる。
- 明治16年（1883年）（14町122村）
  - 南宮原村の一部が分立して東宮原村となる。
  - 助太夫開が大野村に合併。
  - 木寺村・川口新家村が合併して木川村となる。
- 明治17年（1884年） - 上田新田が千島新田に合併。（14町121村）
- 明治19年（1886年） - 中在家村・今在家村が合併して粉浜村となる。（14町120村）
- 明治20年（1887年） - 藻刈町・野上町・霧島町・菜摘町・千里町・入江町・穂波町・洲先町・栄町・七瀬町が合併して西浜町となる。（5町120村）
- 明治21年（1888年） - 新家村が改称して菅原村となる。

### 町村制以降の沿革

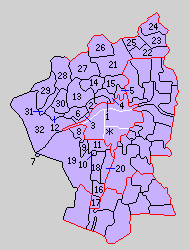
1.曽根崎村 2.上福島村 3.下福島村 4.北野村 5.川崎村 6.野田村 7.天保町 8.九条村 9.三軒家村 10.西浜町 11.難波村 12.伝法村 13.鷺洲村 14.中津村 15.豊崎村 16.勝間村 17.粉浜村 18.木津村 19.川南村 20.今宮村 21.西中島村 22.豊里村 23.大道村 24.中島村 25.新庄村 26.北中島村 27.神津村 28.歌島村 29.千船村 30.稗島村 31.福村 32.川北村（紫：大阪市 ＊は発足時の大阪市）

- 明治22年（1889年）4月1日 - 町村制の施行により、下記の町村が発足。全域が現・大阪市。（2町30村）
  - 曽根崎村（単独村制。現・北区）
  - 上福島村（単独村制。現・福島区）
  - 下福島村 ← 下福島村、安井村（現・福島区）
  - 北野村（単独村制。現・北区）
  - 川崎村（単独村制。現・北区）
  - 野田村（単独村制。現・福島区、此花区）
  - 天保町（単独町制。現・港区）
  - 九条村 ← 九条村［西九条を除く］、岩崎新田（現・西区）
  - 三軒家村 ← 三軒家村、三軒家町（現・大正区）
  - 西浜町（単独町制。現・浪速区）
  - 難波村 ← 難波村、西側町、材木置場（現・浪速区）、西高津村［字髭剃］（現・中央区）
  - 伝法村 ← 北伝法村、南伝法村、申村（現・此花区）
  - 鷺洲村 ← 海老江村、浦江村（現・福島区）、塚本村（現・淀川区）、大仁村（現・北区）
  - 中津村 ← 光立寺村、下三番村、小島新田、小島古堤新田（現・北区）、成小路村（現・淀川区）
  - 豊崎村 ← 南長柄村、国分寺村、北長柄村、本庄村、南浜村（現・北区）
  - 勝間村（単独村制。現・西成区）
  - 粉浜村（単独村制。現・住之江区）
  - 木津村（単独村制。現・西成区、浪速区）
  - 川南村 ← 津守新田（現・西成区）、難波島町、中口新田、今木新田、千島新田、南恩加島新田、平尾新田、炭屋新田、泉尾新田、小林新田、岡田新田、北恩加島新田、千歳新田（現・大正区）、石田新田、田中新田、木屋新田、湊屋新田、八幡屋新田、市岡新田、池山新田、前田屋新田、池田新田、北福崎新田、南福崎新田（現・港区）
  - 今宮村（単独村制。現・西成区）
  - 西中島村 ← 柴島村、薬師堂村、南方新家村（現・東淀川区）、川口村（現・淀川区）、浜村、淡路村、南方村、山口村、西村（現・東淀川区、淀川区）
  - 豊里村 ← 菅原村、三番村、天王寺庄村、橋寺村（現・東淀川区）
  - 大道村 ← 北大道村、南大道村、西大道村（現・東淀川区）
  - 中島村 ← 江口村、小松村（現・東淀川区）
  - 新庄村 ← 上新庄村、下新庄村（現・東淀川区）
  - 北中島村 ← 蒲田村、北宮原村、南宮原村、宮原新家村、東宮原村、十八条村（現・淀川区）
  - 神津村 ← 三津屋村、野中村、新在家村、堀村、今里村、小島村、木川村、堀上村（現・淀川区）
  - 歌島村 ← 加島村（現・淀川区）、野里村、御幣島村（現・西淀川区）
  - 千船村 ← 大和田村、大野村、百島新田、佃村、蒲島新田（現・西淀川区）
  - 稗島村（単独村制。現・西淀川区、此花区）
  - 福村 ← 福村、南酉島新田（現・西淀川区）
  - 川北村 ← 春日出新田、南新田、四貫島村、六軒屋新田、秀野新田、恩貴島新田、島屋新田、本酉島新田、常吉新田、西野新田、九条村［西九条］（現・此花区）、北酉島新田、西島新田、矢倉新田、中島新田、布屋新田、出来島新田、酉洲新田（現・西淀川区）
  - 清堀村が東成郡清堀村となる（単独村制）。
- 明治23年（1890年）12月27日 - 郡役所が上福島村に移転。
- 明治30年（1897年）4月1日 - 下記の区域が大阪市に編入。（20村）
  - 西区 ← 三軒家村、九条村、難波村、天保町、伝法村［北伝法・南伝法の各一部[16]］、川北村［秀野新田の一部を除く[17]］、川南村［津守新田を除く[18]］
  - 北区 ← 上福島村、下福島村、北野村、曽根崎村、野田村［中津川以東］、川崎村［一部[19]］、豊崎村［国分寺および南浜・本庄の各一部[20]］
  - 南区 ← 西浜町、木津村［一部[21]］、今宮村［一部[22]］
  - 木津村の残部が今宮村、野田村の残部（中津川以西）・川北村の残部（秀野新田の一部）が伝法村、川崎村の残部が豊崎村にそれぞれ編入。
  - 川南村の残部（津守新田）が改称して津守村となる。
- 明治36年（1903年）11月5日 - 伝法村が町制施行して伝法町となる。（1町19村）
- 明治44年（1911年）2月1日（3町17村）
  - 鷺洲村が町制施行して鷺洲町となる。
  - 中津村が町制施行して中津町となる。
- 明治45年（1912年）1月1日 - 豊崎村が町制施行して豊崎町となる。（4町16村）
- 大正4年（1915年）11月10日 - 勝間村が町制施行・改称して玉出町となる。（5町15村）
- 大正6年（1917年）9月1日 - 今宮村が町制施行して今宮町となる。（6町14村）
- 大正11年（1922年）5月1日（7町13村）
  - 千船村が町制施行して千船町となる。
- 大正11年（1922年）7月15日（8町12村）
  - 神津村が町制施行して神津町となる。
- 大正11年（1922年）10月1日（9町11村）
  - 稗島村が町制施行して稗島町となる。
- 大正12年（1923年）6月1日 - 西中島村が町制施行して西中島町となる。（10町10村）
- 大正14年（1925年）4月1日 - 全域が大阪市に編入され、下記の3区が発足。同日西成郡廃止。大阪府では1896年の郡の再編以来、東成郡と共に初の郡消滅となるとともに、大正時代最後の郡消滅ともなった。
  - 西淀川区 ← 伝法町、鷺洲町、歌島村、千船町、稗島町、福村、川北村
  - 東淀川区 ← 中津町、豊崎町、西中島町、豊里村、大道村、中島村、新庄村、北中島村、神津町
  - 西成区 ← 玉出町、粉浜村、津守村、今宮町

### 変遷表
| 明治22年4月1日             | 明治22年 - 明治44年                                    | 大正元年 - 昭和19年                        | 大正元年 - 昭和19年                                                         | 昭和20年 - 昭和29年 | 昭和30年 - 昭和63年           | 平成元年 - 現在                  | 現在   |
| -------------------------- | ------------------------------------------------------ | ------------------------------------------ | --------------------------------------------------------------------------- | ------------------- | ----------------------------- | -------------------------------- | ------ |
| 九条村                     | 明治30年4月1日 大阪市西区に編入                        | 大正14年分区 大阪市港区                    | 昭和18年 旧九条村域を 西区に編入                                            | 大阪市西区          | 大阪市西区                    | 大阪市西区                       | 大阪市 |
| 天保町                     | 明治30年4月1日 大阪市西区に編入                        | 大正14年分区 大阪市港区                    | 大阪市港区                                                                  | 大阪市港区          | 大阪市港区                    | 大阪市港区                       | 大阪市 |
| 三軒家村                   | 明治30年4月1日 大阪市西区に編入                        | 大正14年分区 大阪市港区                    | 昭和7年 分区 旧三軒家村域と 旧川南村域東側は大正区、 旧川南村域西側は港区に | 大阪市大正区        | 大阪市大正区                  | 大阪市大正区                     | 大阪市 |
| 川南村                     | 明治30年4月1日 大阪市西区に編入                        | 大正14年分区 大阪市港区                    | 昭和7年 分区 旧三軒家村域と 旧川南村域東側は大正区、 旧川南村域西側は港区に | 大阪市大正区        | 大阪市大正区                  | 大阪市大正区                     | 大阪市 |
| 大阪市港区                 | 明治30年4月1日 大阪市西区に編入                        | 大正14年分区 大阪市港区                    | 昭和7年 分区 旧三軒家村域と 旧川南村域東側は大正区、 旧川南村域西側は港区に | 大阪市港区          | 大阪市港区                    |                                  | 大阪市 |
| 明治30年4月1日 分立 津守村 | 津守村                                                 | 大正14年4月1日 大阪市に編入、 西成区新設   | 大阪市西成区                                                                | 大阪市西成区        | 大阪市西成区                  |                                  | 大阪市 |
| 勝間村                     | 勝間村                                                 | 大正14年4月1日 大阪市に編入、 西成区新設   | 大阪市西成区                                                                | 大阪市西成区        | 大阪市西成区                  | 大正4年11月10日 玉出町           | 大阪市 |
| 粉浜村                     | 粉浜村                                                 | 大正14年4月1日 大阪市に編入、 西成区新設   | 大阪市西成区                                                                | 大阪市西成区        | 大阪市西成区                  | 粉浜村                           | 大阪市 |
| 今宮村                     | 今宮村                                                 | 大正14年4月1日 大阪市に編入、 西成区新設   | 大阪市西成区                                                                | 大阪市西成区        | 大阪市西成区                  | 大正6年9月1日 今宮町             | 大阪市 |
| 木津村                     | 明治30年4月1日 北部が大阪市南区に、 南部が今宮村に編入 | 大正14年 分区 大阪市浪速区                 | 大正14年 分区 大阪市浪速区                                                  | 大阪市浪速区        | 大阪市浪速区                  | 大阪市浪速区                     | 大阪市 |
| 西浜町                     | 明治30年4月1日 大阪市南区に編入                        | 大正14年 分区 大阪市浪速区                 | 大正14年 分区 大阪市浪速区                                                  | 大阪市浪速区        | 大阪市浪速区                  | 大阪市浪速区                     | 大阪市 |
| 難波村                     | 明治30年4月1日 大阪市南区に編入                        | 大正14年 分区 大阪市浪速区                 | 大正14年 分区 大阪市浪速区                                                  | 大阪市浪速区        | 大阪市浪速区                  | 大阪市浪速区                     | 大阪市 |
| 北野村                     | 明治30年4月1日 大阪市北区に編入                        | 大阪市北区                                 | 大阪市北区                                                                  | 大阪市北区          | 大阪市北区                    | 大阪市北区                       | 大阪市 |
| 曽根崎村                   | 明治30年4月1日 大阪市北区に編入                        | 大阪市北区                                 | 大阪市北区                                                                  | 大阪市北区          | 大阪市北区                    | 大阪市北区                       | 大阪市 |
| 川崎村                     | 明治30年4月1日 大阪市北区と豊崎村に 分割編入           | 明治45年1月1日 豊崎町                      | 大正14年 大阪市に編入、 東淀川区新設 昭和18年 分区 大阪市大淀区             | 大阪市大淀区        | 大阪市大淀区                  | 平成元年2月13日 大阪市北区に編入 | 大阪市 |
| 豊崎村                     | 豊崎村                                                 | 明治45年1月1日 豊崎町                      | 大正14年 大阪市に編入、 東淀川区新設 昭和18年 分区 大阪市大淀区             | 大阪市大淀区        | 大阪市大淀区                  | 平成元年2月13日 大阪市北区に編入 | 大阪市 |
| 中津村                     | 明治44年2月1日 中津町                                  | 中津町                                     | 大正14年 大阪市に編入、 東淀川区新設 昭和18年 分区 大阪市大淀区             | 大阪市大淀区        | 大阪市大淀区                  | 平成元年2月13日 大阪市北区に編入 | 大阪市 |
| 鷺洲村                     | 明治44年2月1日 鷺洲町                                  | 大正14年 大阪市に編入、 西淀川区新設       | 昭和18年4月1日 分区 旧鷺洲町域 東部は大淀区、 西部は福島区に                | 大阪市福島区        | 大阪市福島区                  | 大阪市福島区                     | 大阪市 |
| 上福島村                   | 明治30年4月1日 大阪市北区に編入                        | 大正14年分区 大阪市此花区                  | 昭和18年分区 大阪市福島区                                                   | 大阪市福島区        | 大阪市福島区                  | 大阪市福島区                     | 大阪市 |
| 下福島村                   | 明治30年4月1日 大阪市北区に編入                        | 大正14年分区 大阪市此花区                  | 昭和18年分区 大阪市福島区                                                   | 大阪市福島区        | 大阪市福島区                  | 大阪市福島区                     | 大阪市 |
| 野田村                     | 明治30年4月1日 東部が大阪市北区に 西部が伝法村に編入   | 大正14年分区 大阪市此花区                  | 昭和18年分区 大阪市福島区                                                   | 大阪市福島区        | 大阪市福島区                  | 大阪市福島区                     | 大阪市 |
| 川北村                     | 明治30年4月1日 一部を伝法村に編入                      | 大正14年4月1日 大阪市に編入、 西淀川区新設 | 昭和18年4月1日 大阪市此花区に編入                                           | 大阪市此花区        | 大阪市此花区                  | 大阪市此花区                     | 大阪市 |
| 伝法村                     | 明治36年11月5日 伝法町                                 | 大正14年4月1日 大阪市に編入、 西淀川区新設 | 昭和18年4月1日 大阪市此花区に編入                                           | 大阪市此花区        | 大阪市此花区                  | 大阪市此花区                     | 大阪市 |
| 伝法村                     | 明治30年4月1日 東部を大阪市西区に編入                  | 大正14年 分区 大阪市此花区                 | 大正14年 分区 大阪市此花区                                                  | 大阪市此花区        | 大阪市此花区                  | 大阪市此花区                     | 大阪市 |
| 川北村                     | 明治30年4月1日 東部を大阪市西区に編入                  | 大正14年 分区 大阪市此花区                 | 大正14年 分区 大阪市此花区                                                  | 大阪市此花区        | 大阪市此花区                  | 大阪市此花区                     | 大阪市 |
| 川北村                     | 川北村                                                 | 大正14年4月1日 大阪市に編入、 西淀川区新設 | 昭和18年4月1日 大阪市此花区に編入                                           | 大阪市此花区        | 大阪市此花区                  | 大阪市此花区                     | 大阪市 |
| 福村                       | 福村                                                   | 福村                                       | 大正14年4月1日 大阪市に編入、 西淀川区新設                                  | 大阪市西淀川区      | 大阪市西淀川区                | 大阪市西淀川区                   | 大阪市 |
| 稗島村                     | 稗島村                                                 | 大正11年10月1日 稗島町                     | 大正14年4月1日 大阪市に編入、 西淀川区新設                                  | 大阪市西淀川区      | 大阪市西淀川区                | 大阪市西淀川区                   | 大阪市 |
| 千船村                     | 千船村                                                 | 大正11年5月1日 千船町                      | 大正14年4月1日 大阪市に編入、 西淀川区新設                                  | 大阪市西淀川区      | 大阪市西淀川区                | 大阪市西淀川区                   | 大阪市 |
| 歌島村                     | 歌島村                                                 | 歌島村                                     | 大正14年4月1日 大阪市に編入、 西淀川区新設                                  | 大阪市西淀川区      | 大阪市西淀川区                | 大阪市西淀川区                   | 大阪市 |
| 神津村                     | 神津村                                                 | 大正11年7月15日 神津町                     | 大正14年4月1日 大阪市に編入、 東淀川区新設                                  | 大阪市東淀川区      | 昭和49年7月 分区 大阪市淀川区 | 大阪市淀川区                     | 大阪市 |
| 北中島村                   | 北中島村                                               | 北中島村                                   | 大正14年4月1日 大阪市に編入、 東淀川区新設                                  | 大阪市東淀川区      | 昭和49年7月 分区 大阪市淀川区 | 大阪市淀川区                     | 大阪市 |
| 西中島村                   | 西中島村                                               | 大正12年6月1日 西中島町                    | 大正14年4月1日 大阪市に編入、 東淀川区新設                                  | 大阪市東淀川区      | 昭和49年7月 分区 大阪市淀川区 | 大阪市淀川区                     | 大阪市 |
| 豊里村                     | 豊里村                                                 | 豊里村                                     | 大正14年4月1日 大阪市に編入、 東淀川区新設                                  | 大阪市東淀川区      | 大阪市東淀川区                | 大阪市東淀川区                   | 大阪市 |
| 大道村                     | 大道村                                                 | 大道村                                     | 大正14年4月1日 大阪市に編入、 東淀川区新設                                  | 大阪市東淀川区      | 大阪市東淀川区                | 大阪市東淀川区                   | 大阪市 |
| 中島村                     | 中島村                                                 | 中島村                                     | 大正14年4月1日 大阪市に編入、 東淀川区新設                                  | 大阪市東淀川区      | 大阪市東淀川区                | 大阪市東淀川区                   | 大阪市 |
| 新庄村                     | 新庄村                                                 | 新庄村                                     | 大正14年4月1日 大阪市に編入、 東淀川区新設                                  | 大阪市東淀川区      | 大阪市東淀川区                | 大阪市東淀川区                   | 大阪市 |

## 行政
歴代郡長
| 代 | 氏名     | 就任年月日                 | 退任年月日                 | 備考                         |
| -- | -------- | -------------------------- | -------------------------- | ---------------------------- |
| 1  | 田部密   | 明治12年（1879年）2月21日  | 明治19年（1886年）10月4日  |                              |
| 2  | 中西保   | 明治19年（1886年）10月4日  | 明治22年（1889年）2月27日  |                              |
| 3  | 加藤海藏 | 明治22年（1889年）3月2日   | 明治22年（1889年）9月11日  |                              |
| 4  | 櫻井義起 | 明治22年（1889年）9月11日  | 明治23年（1890年）10月11日 | 東成・住吉郡長を兼任         |
| 5  | 押田良助 | 明治23年（1890年）10月25日 | 明治26年（1893年）5月31日  |                              |
| 6  | 白石純治 | 明治26年（1893年）5月31日  | 明治29年（1896年）8月25日  |                              |
| 7  | 高山節見 | 明治29年（1896年）8月25日  | 明治31年（1898年）3月19日  |                              |
| 8  | 岸正形   | 明治31年（1898年）3月29日  | 明治39年（1906年）1月16日  |                              |
| 9  | 深瀨和直 | 明治39年（1906年）1月16日  | 明治39年（1906年）4月17日  |                              |
| 10 | 本山茂樹 | 明治39年（1906年）4月19日  | 大正2年（1913年）5月27日   |                              |
| 11 | 吉住元策 | 大正2年（1913年）5月27日   | 大正7年（1918年）11月22日  |                              |
| 12 | 木村亶   | 大正7年（1918年）11月22日  | 大正8年（1919年）11月28日  |                              |
| 13 | 金森輝夫 | 大正8年（1919年）11月28日  | 大正14年（1925年）3月31日  | 大阪市に編入のため西成郡廃止 |

## 関連文献
- 大阪府西成郡 編『西成郡史. 　第１編　第２編　第３編　第４編　第５編』大阪府西成郡、1915年。NDLJP:950864。
- 大阪府西成郡 編『西成郡史. 　第６編』大阪府西成郡、1915年。NDLJP:950865。